# Keyboard
Met een keyboard wordt – in de Nederlandse taal – doorgaans het toetseninstrument bedoeld dat naast talloze klanken ook een begeleidingsautomaat aan boord heeft die via akkoorden wordt aangestuurd. Deze 'arrangeerkeyboards' bieden de mogelijkheid om gebruik te maken van automatische begeleiding in diverse stijlen en genres. Het 'arrangeerkeyboard' is in feite de opvolger van het vroegere huisorgel.
Een andere tak binnen de familie is de synthesizer. Deze is in vergelijking met de arrangeerkeyboards geavanceerder waar het gaat om zelf klanken maken en klankbewerking. Aan de andere kant is er vaak geen automatische begeleiding en geluidversterking aanwezig. Deze worden daarom hoofdzakelijk gebruikt om te componeren of in een band te spelen. Tegenwoordig bestaat de synthesizer zowel in hardware- als in software-vorm.
Nog een andere categorie is het midi keyboard of master keyboard.
Deze heeft in zijn pure vorm geen klanken aan boord. Een master keyboard kan via een MIDI-verbinding of USB-poort worden aangesloten op een soundmodule of computer. Zodoende kunnen de klanken van het instrument of computer die erop aangesloten is (op dat ogenblik de "slave") worden aangestuurd. Voor dit doel is voor een computer speciale software verkrijgbaar waarmee de geluiden en ritmes kunnen worden geprogrammeerd. Het master keyboard is daarmee een soort MIDI-controller. Een arrangeerkeyboard of synthesizer kan eveneens dienstdoen als master keyboard, mits er in een MIDI-aansluiting is voorzien.

## Betekenis in het Engels
In weerwil van de Nederlandse betekenis wordt in het Engels keyboard gebruikt als de verzamelnaam voor alle elektronische muziekinstrumenten met een klavier. Meestal beslaat het vijf tot acht octaven. Iemand die "keys" of "keyboards" bespeelt, wordt in het Nederlands een toetsenist genoemd. In de Nederlandse taal wordt het keyboard vaak verward met andere elektronische toetsinstrumenten, of het toetsenbord van een computer.

## Merken
Bekende fabrikanten van keyboards zijn onder andere:
- Casio
- Korg
- Roland
- Yamaha
- Kurzweil
- M-Audio
- Native Instruments
- Technics
- Generalmusic